# Hrabstwo Lorain
Hrabstwo Lorain (ang. Lorain County) – hrabstwo w stanie Ohio w Stanach Zjednoczonych. Obszar całkowity hrabstwa obejmuje powierzchnię 923,02 mil2 (2 390,63 km²). Według danych z 2010 r. hrabstwo miało 301 356 mieszkańców. Hrabstwo powstało 26 grudnia 1822 roku, a jego nazwa została mu nadana przez pierwszych osadników na tych terenach i pochodzi od księstwa Lotaryńskiego.

## Sąsiednie hrabstwa
- Hrabstwo Cuyahoga (wschód)
- Hrabstwo Medina (południowy wschód)
- Hrabstwo Ashland (południe)
- Hrabstwo Huron (północny zachód)
- Hrabstwo Erie (zachód)

Na północy hrabstwo graniczy na Jeziorze Erie z kanadyjskimi hrabstwami Chatham-Kent oraz Ontario

## Miasta
- Amherst
- Avon
- Avon Lake
- Elyria
- Lorain
- North Ridgeville
- Oberlin
- Sheffield Lake
- Vermilion

## CDP
- Eaton Estates
- Pheasant Run

## Wioski
- Grafton
- Kipton
- LaGrange
- Rochester
- Sheffield
- South Amherst
- Wellington